# Hôtel d'Aumont
Hôtel d'Aumont je městský palác v Paříži. Nachází se v historické čtvrti Marais v ulici Rue de Jouy ve 4. obvodu. Dnes zde sídlí Správní soud v Paříži (Tribunal administratif de Paris). Barokní budova postavená v letech 1644–1648 je v majetku města Paříže a od roku 1938 je chráněná jako historická památka.

## Historie
Na místě dnešního paláce stál na počátku 15. století palác rodiny du Dé. V roce 1619 ho koupil královský rada Michel-Antoine Scarron, který v roce 1644 pověřil architekta Louise Le Vau, aby jej nahradil lepší stavbou.
Palác byl dokončen v roce 1648 a pronajal si ho vévoda Aumont, který ho koupil roku 1656. Později ho upravil architekt François Mansart a vyzdobili malíři Charles Le Brun a Simon Vouet. Francouzskou zahradu pravděpodobně navrhl André Le Nôtre. Zahrada sahala až na nábřeží Seiny.

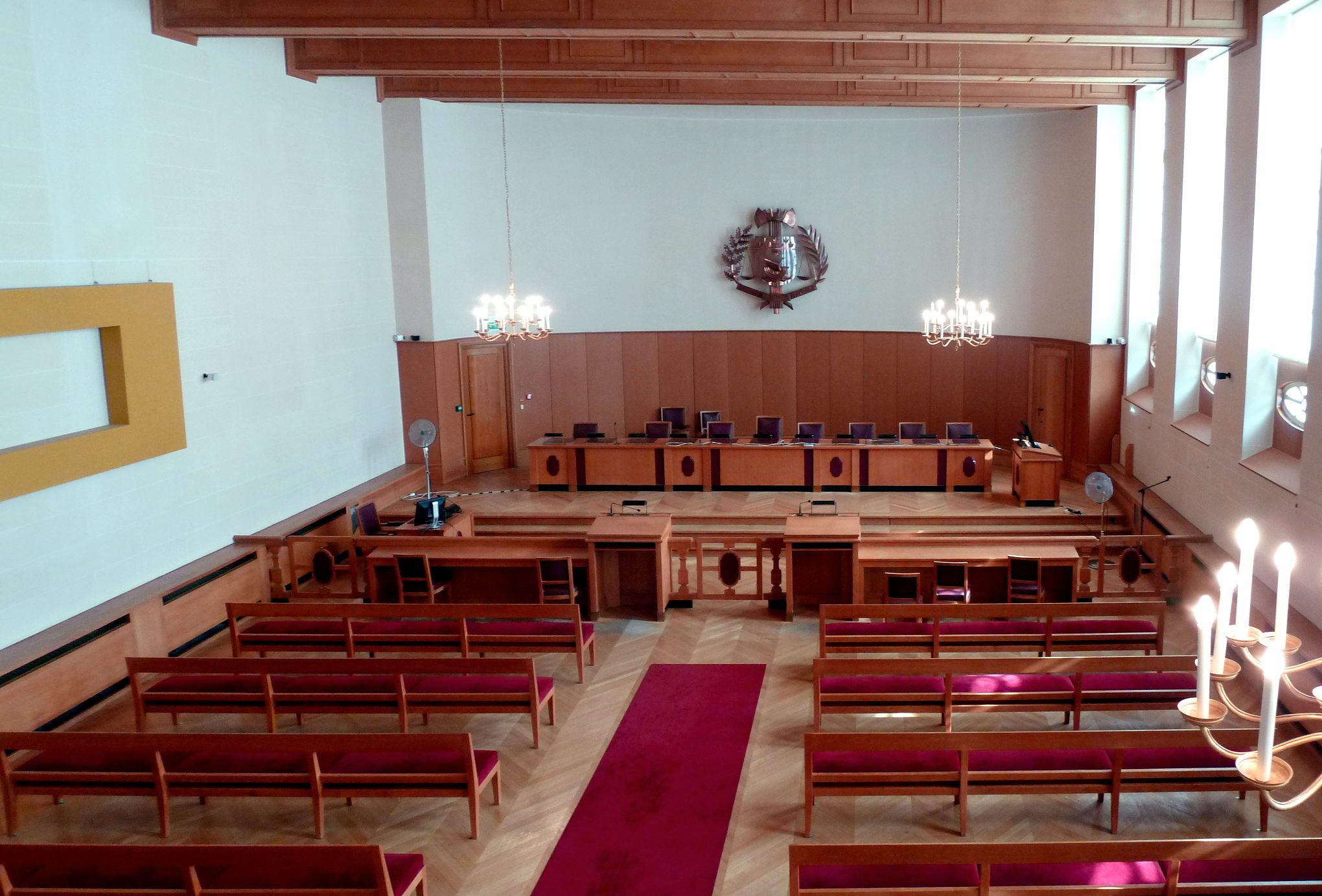
Soudní síň

Rodina Aumont vlastnila palác až do roku 1756, kdy ho prodala a následně měnil majitele. V letech 1802-1824 zde sídlila radnice bývalého 9. obvodu. V letech 1824-1859 palác sloužil jako internát pro Lycée Charlemagne.
V roce 1859 palác získala Pharmacie centrale de France, zahrada byla zrušena a zastavěna sklady, interiér paláce byl přeměněn na kanceláře a obchody.
V roce 1938 palác koupilo město Paříž a od roku 1859 zde sídlí Správní soud v Paříži.